# Poutionjärvi
Poutionjärvi eller Poutisenjärvi är en sjö i Finland. Den ligger i kommunen Suomussalmi i landskapet Kajanaland, i den centrala delen av landet, 500 km norr om huvudstaden Helsingfors. Poutionjärvi ligger 210,7 meter över havet. Den är 7,3 meter djup. Arean är 64,6 hektar och strandlinjen är 5,09 kilometer lång. Sjön  ingår i Uleälvens huvudavrinningsområde. 